# 아이밀리우스 파피니아누스

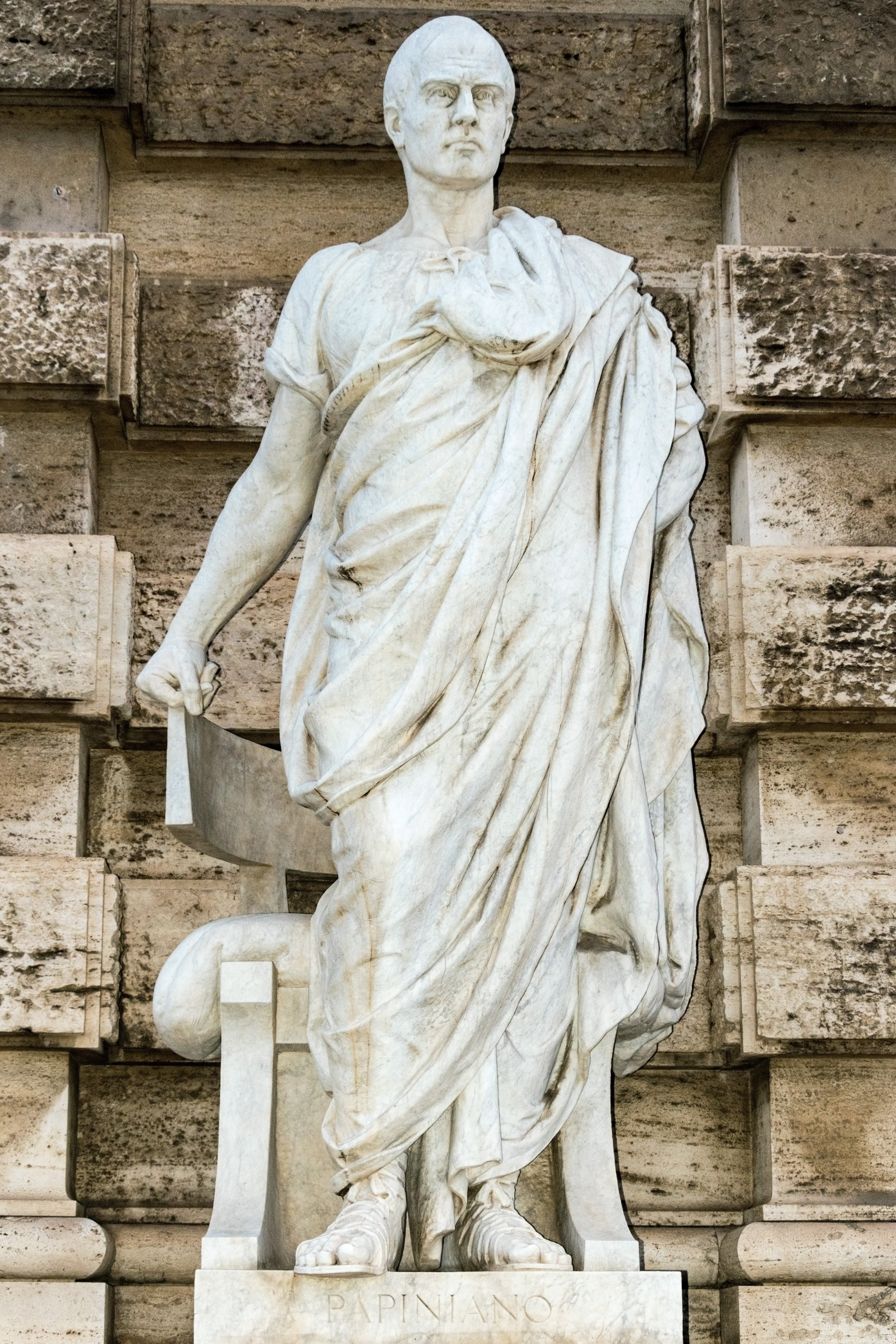

아이밀리우스 파피니아누스(Papinianus, Aemilius, 142년 ~ 212년)는 고대 로마의 법학자이다. 영어식으로 파피니안(Papinian)으로도 불린다. 고전 법학자 중의 제일인자로, 그의 학설은 로마 법학에서 최고로 친다.

## 생애
파피니아누스의 생애에 대해서 알려진 것은 별로 없다. 그는 시리아에서 태어났을 것으로 추정된다. 《히스토리아 아우구스타》에 따르면 그는 셉티미우스 세베루스와 함께 스카이볼라에게서 배웠다. 황제가 죽은 후 황제의 아들 카라칼리가 그의 동생 게타를 죽이고 그 변호를 부탁하자 거절하여 피살되었다. 주요 저서로 37편으로 이루어진 《탐구》를 비롯하여, 《정의》, 《간통론》 등이 있다.